# Dreggers
Dreggers ist eine Gemeinde im Kreis Segeberg in Schleswig-Holstein.

## Geografie und Verkehr
Dreggers liegt etwa sieben Kilometer südlich von Bad Segeberg in ländlicher Umgebung an der Trave. Westlich verläuft die Bundesautobahn 21 von Bad Segeberg nach Bad Oldesloe, nördlich die Bundesstraße 206 von Bad Segeberg nach Lübeck.

## Politik
Da die Gemeinde weniger als 70 Einwohner hat, wird entsprechend der schleswig-holsteinischen Gemeindeordnung keine Gemeindevertretung gewählt. Stattdessen nehmen alle wahlberechtigten Einwohner an der Gemeindeversammlung teil. 

## Wirtschaft
Das Gemeindegebiet ist überwiegend landwirtschaftlich geprägt.